# EI Niš
EI Niš (Elektronska industrija Niš) ist ein Elektronikunternehmen in Serbien mit Sitz in der südserbischen Stadt Niš.
Gegründet wurde das Unternehmen 1948 für die Herstellung von Radio- und Röntgenapparaten. Später begann die Produktion der ersten jugoslawischen Fernsehgeräte. Die Periode von 1965 bis 1980 gilt als die erfolgreichste in der Geschichte des Unternehmens, EI Niš war das führende Elektronikunternehmen Jugoslawiens. Ende der 1980er- und Anfang der 1990er-Jahre geriet EI Niš jedoch in wirtschaftliche Schwierigkeiten.
Der Zerfall Jugoslawiens und der damit verbundene Verlust des innerjugoslawischen Absatzmarktes brachten das Unternehmen am Rand der Pleite, ein Konkurs konnte nur durch staatliche Subventionen aufgehalten werden. Seit 2006 befindet sich das Unternehmen in der so genannten Restrukturierung und wird privatisiert.

Ausgewählte Produkte
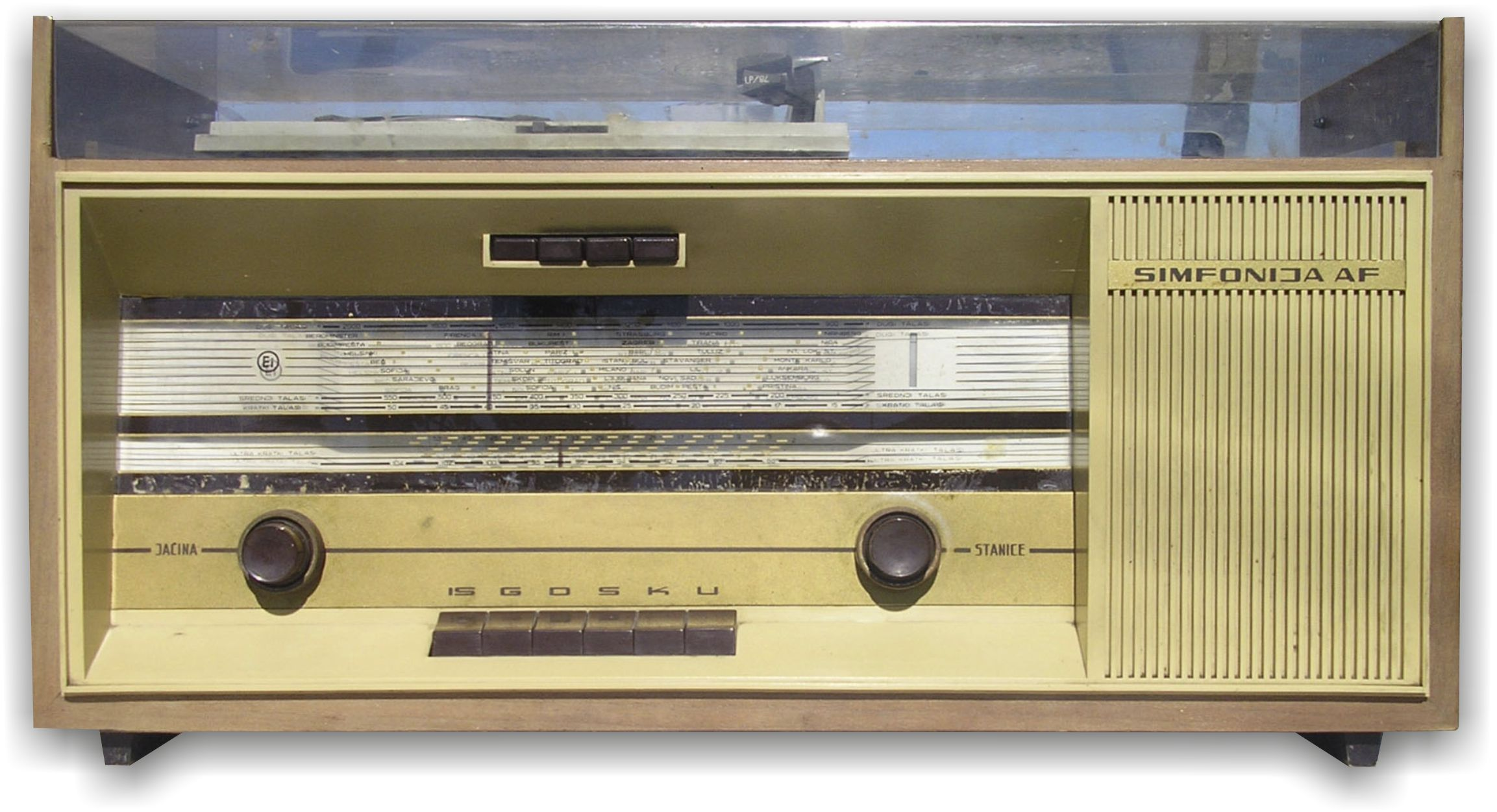
Röhrenbestücktes Radio mit Plattenspieler „Simfonija AF“ (ca. 1970)
Radio „Ideal“
Fernseher „Minimax“
Waschmaschine „Garant“
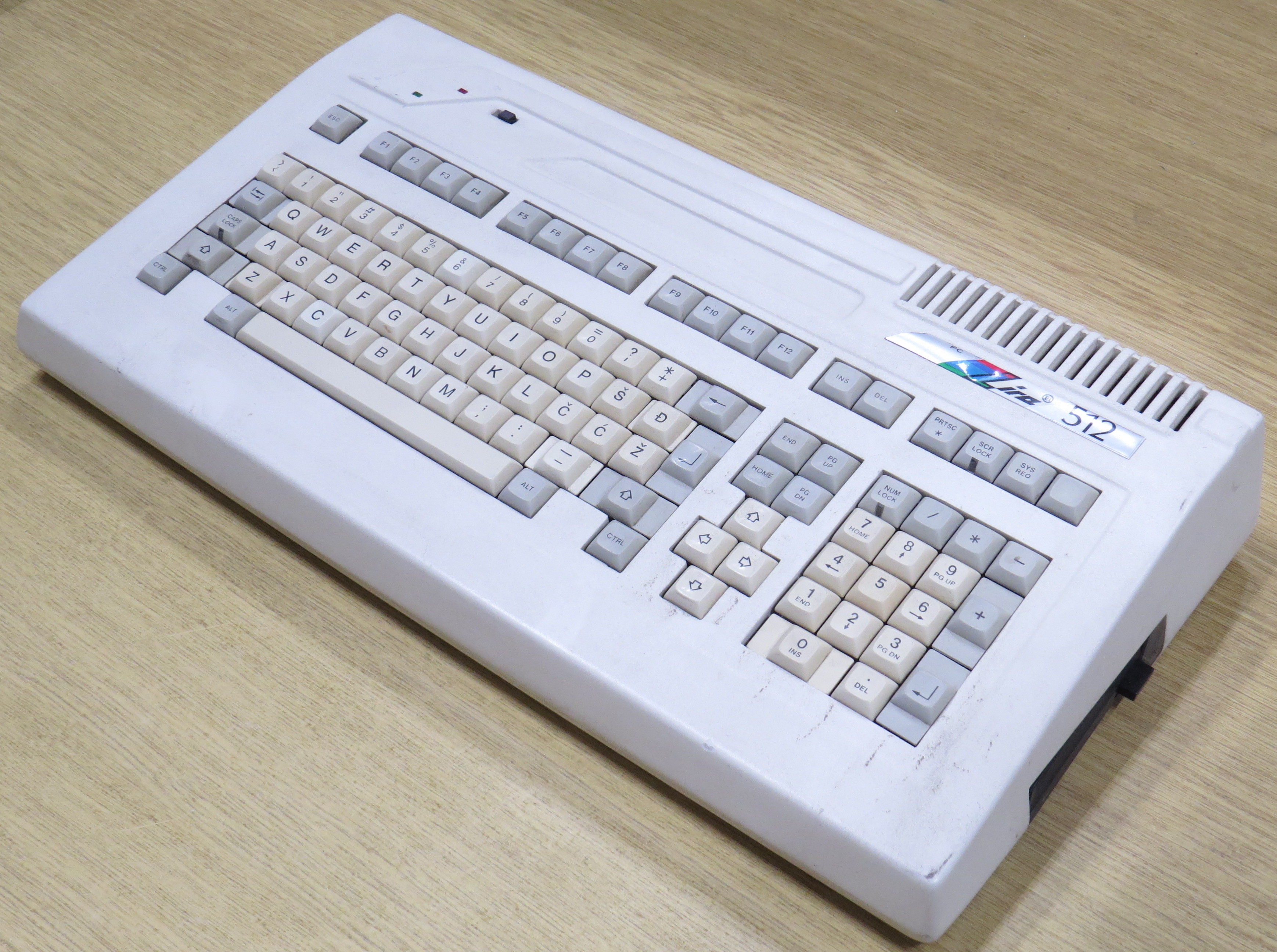
Computer „Lira 512“
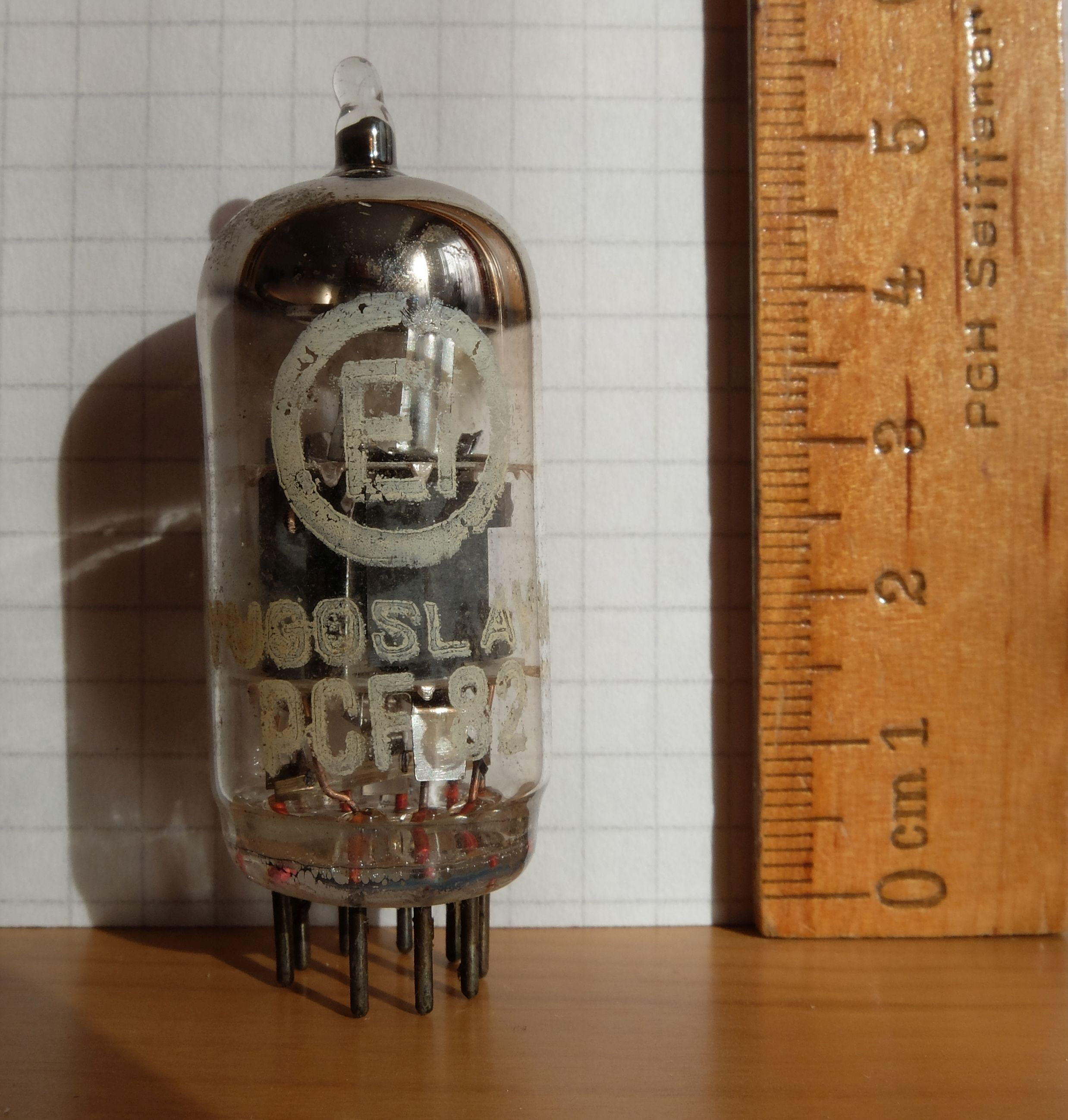
Elektronenröhre PCF82
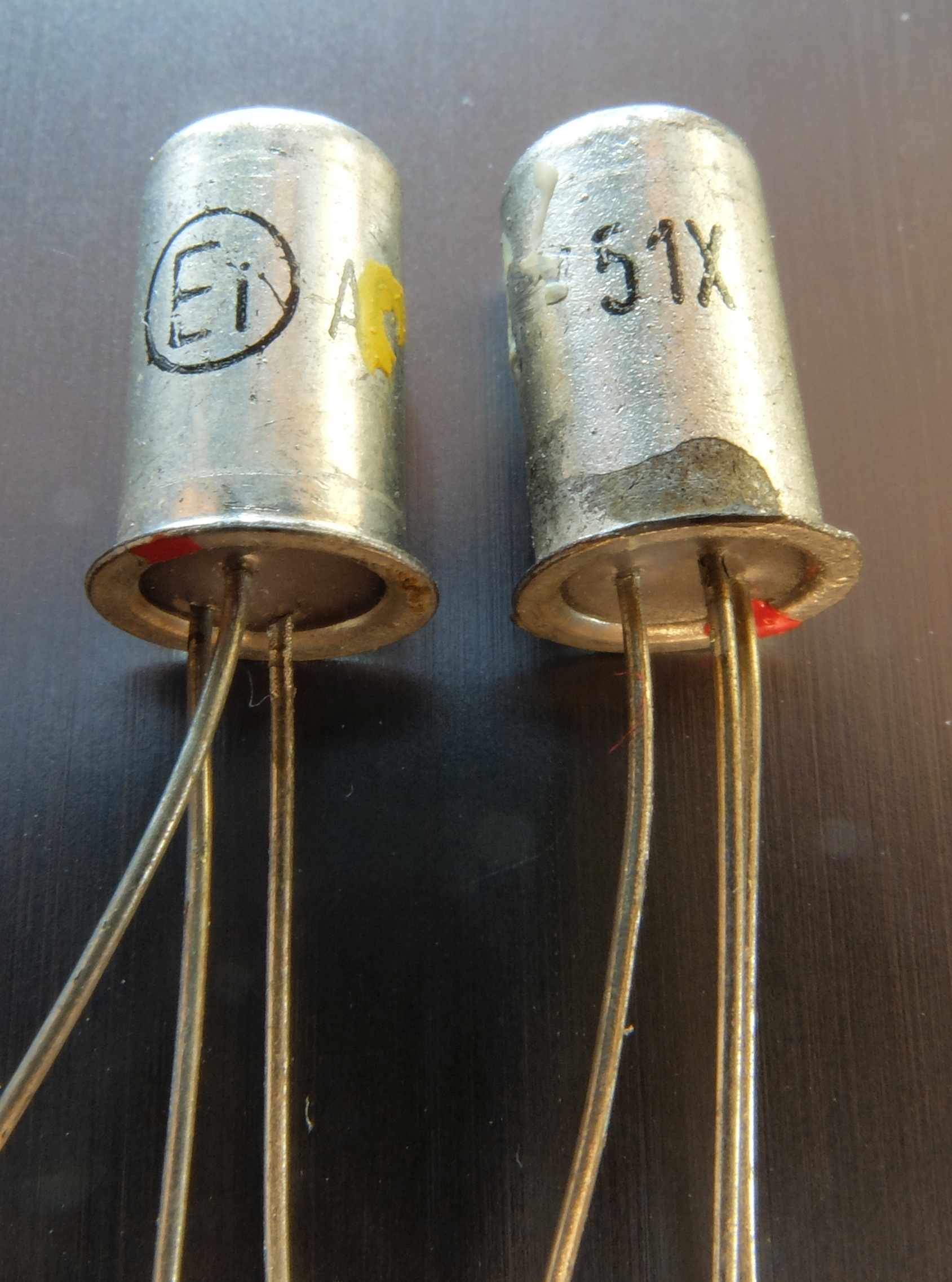
Germaniumtransistor ACY51X